# Солодовник, Олег Петрович
Олег Петрович Солодовник (род. 11 декабря 1966, Днепропетровск) — украинский и российский футболист, игрок в мини-футбол. Более всего известен выступлениями за российский клуб «Дина», а также сборные СССР, СНГ, России и Украины.
После завершения игровой карьеры перешёл на тренерскую работу. Многократный чемпион Украины в качестве главного тренера донецкого клуба «Шахтёр».

## Биография
Солодовник начал заниматься футболом в 1982 году в днепропетровской ДЮСШ-12. В 1989 году он был приглашён в состав местного мини-футбольного «Механизатора». В его составе Олег выиграл единственный кубок СССР по мини-футболу, а также принял участие в чемпионате СССР по мини-футболу. Неплохо проявив себя, он получил приглашение в московскую «Дину».
В составе «Дины» Солодовник провёл три сезона, за которые трижды выиграл чемпионат страны и дважды становился обладателем кубка. Покинув московский клуб, Олег немного поиграл в челябинском «Фениксе», после чего на треть года уехал в США, где выступал за шоубольный клуб CISL «Питтсбург Стингерс». После выступлений в США Солодовник вернулся на Украину. Там он играл за «Механизатор-Металлист», «Интеркас» и «Шахтёр».
Олег Солодовник принял участие в практически всех матчах в истории сборных СССР и СНГ по мини-футболу. А в составе сборной России он принял участие в чемпионате мира 1992 года. Позже Олег дебютировал и за сборную Украины.
В 2001 году Солодовник возглавил донецкий «Шахтёр», в котором чуть ранее завершил игровую карьеру. Он пробыл у руля команды более восьми лет, за которые пять раз выиграл украинский чемпионат, трижды брал кубок и суперкубок, в результате чего стал самым титулованным тренером Украины. Но в начале 2010 года руководство донецкого клуба отправило его в отставку. Некоторое время спустя он возглавил грузинский клуб «Иберия Стар».
Проведя в Грузии полтора года, Солодовник покинул её и до 2014 года тренировал «Енакиевец». После расформирования клуба из-за военных событий возглавил Мунайшы (Жанаозен) в Казахстане. Спустя год на базе футбольного клуба «Актобе» была создана футзальная команда и по приглашению президента ФК «Актобе», Солодовник был назначен главным тренеров мини-футбольной команды «Актобе». В первый год работы (2016—2017), стал бронзовым призером чемпионата, Во втором сезоне вышел в финальную стадию чемпионата Казахстана 2017/18 и завоевал серебряные медали, которые дали «Актобе» право играть в элитном раунде кубка УЕФА.

## Достижения
Как игрок
- Чемпион СНГ по мини-футболу 1992
- Чемпион России по мини-футболу (2): 1992/93, 1993/94
- Обладатель Кубка СССР по мини-футболу 1991
- Обладатель Кубка России по мини-футболу (2): 1992, 1993
- Обладатель Кубка Высшей лиги по мини-футболу 1993
- Чемпион Украины по мини-футболу 1999

Как тренер
- Чемпион Украины по мини-футболу (5): 2002, 2004, 2005, 2006, 2008
- Обладатель кубка Украины по мини-футболу (3): 2003, 2004, 2006
- Чемпион Грузии по мини-футболу 2011
- Бронзовый призер Чемпионата Казахстана по мини-футболу 2016/2017
- Серебряный призер Чемпионата Казахстана по мини-футболу 2017/2018
- Обладатель кубка Казахстана по мини-футболу: 2018